# Steve Purcell

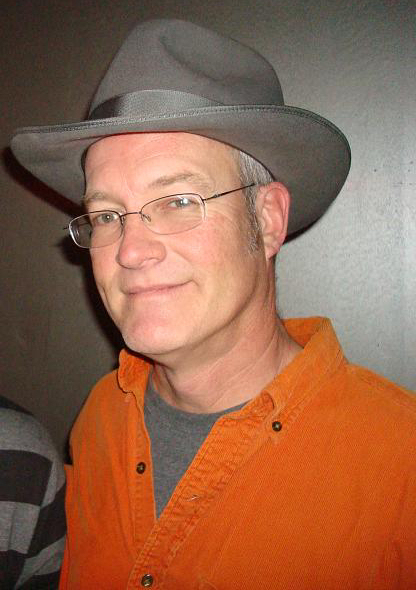
Steve Purcell 2008

Steve Purcell (* 1961 in Nordkalifornien) ist ein US-amerikanischer Comiczeichner, Animator und Game Designer.

## Leben
Purcell besuchte Anfang der 1980er Jahre das California College of the Arts, welches er mit dem Bachelor of Fine Arts abschloss und wo er Mike Mignola kennenlernte. Dort erschienen auch erste Comics mit Sam & Max in der Studentenzeitung.
Nach seinem Abschluss arbeitete er kurzzeitig für Marvel Comics. 1987 erschien ein erster, 32-seitiger Sam & Max-Comicband, bevor Purcell im darauf folgenden Jahr von LucasArts zunächst als Animator unter Vertrag genommen wurde. Nachdem sein ursprüngliches Projekt eingestellt worden war, wurde er Indiana Jones and the Last Crusade zugewiesen. Zudem arbeitete er an Zak McKracken and the Alien Mindbenders und gestaltete das Cover für Maniac Mansion und Monkey Island. Dazwischen veröffentlichte er weitere Sam & Max-Comicbände.
1992 erwarb Lucasarts das Recht an Purcells Figuren und produzierte das Spiel Sam & Max Hit the Road. Während der Programmierung des Computerspiels heiratete er die an der Entwicklung beteiligte Spieldesignerin Collette Michaud. Nachdem er Lucasarts verlassen hatte, entstand 1997 eine 24-teilige, auf Sam & Max basierende Zeichentrickserie, welche auf Fox ausgestrahlt wurde. Anschließend arbeitete Purcell kurzfristig bei Industrial Light & Magic, wechselte dann jedoch zu Pixar, wo er am Drehbuch des Spielfilms Cars mitarbeitete, und auch als Synchronsprecher arbeitete. Er war in der Folge auch als Autor und Sprecher an den auf den Film basierenden Computerspielen beteiligt.
Nachdem 2005 die Lizenz von LucasArt abgelaufen war, vergab Purcell diese an Telltale Games. Seither werden Sam & Max-Spiele in Episodenform veröffentlicht. 2007 erhielt er den Eisner Award für einen auf der Website von Telltale veröffentlichten Sam & Max-Webcomic.

## Werk (Auswahl)

### Als Autor
- 1993: Sam and Max Hit the Road
- 1997: The Adventures of Sam & Max: Freelance Police
- 2006: Cars
- 2007: Sam & Max: Season One
- 2008: Sam & Max: Season Two
- 2012: Merida – Legende der Highlands (Drehbuch, Originalstimme Krähe)

### Als Animator
- 1989: Indiana Jones and the Last Crusade
- 1990: Loom
- 1990: The Secret of Monkey Island
- 1991: Monkey Island 2: LeChuck’s Revenge